# Tlepolemo
Tlepolemo (in greco antico: Τληπόλεμος?, Tlēpólemos; in latino Tlepolemus) è un personaggio della mitologia greca, figlio di Eracle e di Astioche (oppure di Astidamia).

## Genealogia
Secondo Omero, Tlepolemo era figlio di Eracle e di Astioche, a sua volta figlia di Filante re di Efira che, per sfuggire a una vendetta familiare per aver ucciso lo zio Licimnio, si sarebbe rifugiato nell'isola di Rodi ed avrebbe fondato le città di Lindo, Ialiso e Camiro. 

Secondo Pindaro invece, Tlepolemo era figlio di Astidamia a sua volta figlia di Amintore re di Dolopia e sarebbe partito per l'isola di Rodi in seguito al responso di un oracolo.

## Mitologia
Tlepolemo uccise Licinio, anziano zio materno del padre e per sfuggire alla vendetta dei parenti si trasferì da Argo, città di cui era re, in una zona disabitata dell'isola di Rodi dove fondò le tre città di cui divenne automaticamente il sovrano. 

Tlepolemo compare nel secondo canto dell'Iliade come comandante delle truppe di Rodi e la sua morte è narrata nel quinto canto dell'Iliade dove Tlepolemo sfida il capo dei Lici Sarpedonte. Nel duello, Sarpedonte gli trafigge il collo con la lancia, ma Tlepolemo, prima di morire, ferisce gravemente l'avversario.
Igino cita Tlepolemo anche fra i pretendenti di Elena e in quanto tale avrebbe partecipato alla guerra di Troia. 

Dopo la sua morte ed in suo onore, la moglie e regina Polisso allestì splendidi giochi funebri a Rodi a cui ammise anche i bambini e dove il vincitore sarebbe stato coronato con foglie di pioppo bianco ed infine lo vendicò uccidendo Elena.